# 1900 no jornalismo
Nesta página encontrará referências aos acontecimentos directamente relacionados com o jornalismo ocorridos durante o ano de 1900.

## Eventos
- 17 de janeiro — Início da publicação semanal do jornal humorístico português "A Paródia". Em 1903 mudou o seu nome para "Paródia: comédia portuguesa", após fusão com "A Comédia Portuguesa".[1]
- 8 de setembro —- O jornal Notícias de Évora publica a sua primeira edição.[2]

## Nascimentos
| Data            | Nome                     | Profissão                       | Nacionalidade                              | Observações | Ref |
| --------------- | ------------------------ | ------------------------------- | ------------------------------------------ | ----------- | --- |
| 19 de fevereiro | Arménio Gomes dos Santos | pedagogo, jornalista e escritor | Reino Unido de Portugal, Brasil e Algarves | m. 1971     |     |
| 21 de fevereiro | Artur Maciel             | jornalista e escritor           | Reino Unido de Portugal, Brasil e Algarves | m. 1977     |     |
| 12 de abril     | Belo Redondo             | escritor e jornalista           | Reino Unido de Portugal, Brasil e Algarves | m. 1957     |     |
| 25 de abril     | Lívio Xavier             | jornalista e tradutor           | Reino Unido de Portugal, Brasil e Algarves | m. 1988     |     |
| 24 de agosto    | Derville Allegretti      | jornalista e político           | Brasil                                     | m. 1979     |     |
| 30 de setembro  | Norberto Lopes           | jornalista e escritor           | Reino Unido de Portugal, Brasil e Algarves | m. 1989     |     |

## Mortes
| Data          | Nome                                          | Profissão                                              | Nacionalidade                              | Observações | Ref   |
| ------------- | --------------------------------------------- | ------------------------------------------------------ | ------------------------------------------ | ----------- | ----- |
| 28 de janeiro | Américo Brasílio de Campos                    | advogado, dramaturgo, jornalista, político e diplomata | Brasil                                     | n. 1835     | [ 3 ] |
| 15 de março   | Caetano de Andrade Albuquerque de Bettencourt | jornalista, escritor e Par do reino                    | Reino Unido de Portugal, Brasil e Algarves | n. 1844     | [ 4 ] |
| 5 de junho    | Stephen Crane                                 | romancista, poeta e jornalista                         | Estados Unidos                             | n. 1871     |       |